# Raoul Lefèvre
Raoul Lefèvre ou Raoul Le Fèvre est un écrivain français de la deuxième moitié du XVe siècle, sans doute d'origine picarde.
Prêtre et probablement chapelain de Philippe le Bon, Raoul Lefèvre est l'auteur de deux ouvrages, une Histoire de Jason en 1460 et un Recueil des histoires de Troyes en 1464. Ces deux titres, touchant à la mythologie antique, sont dédiés à Philippe le Bon, et sont largement diffusés à la cour de Bourgogne. Le deuxième est l'un des rares titres de la littérature bourguignonne à connaître un succès s'étendant au-delà du cercle ducal. On en conserve 25 manuscrits, et pas moins de cinq éditions imprimées avant 1500.

## Histoire de Jason
L'Histoire de Jason était importante pour la cour de Philippe le Bon, créateur de l'ordre de la Toison d'or en 1430. Le texte est basé sur l'histoire classique de Jason. 
Le manuscrit de l'Arsenal, de 155 feuillets, comporte dix miniatures.
L’Histoire de Jason a été imprimée, en 1474, par William Caxton. On connaît de l’Histoire de Jason de nombreux manuscrits et éditions imprimées. Elle a été traduite en anglais en 1477 par William Caxton, et en néerlandais en 1485.

## Recueil des histoires de Troie

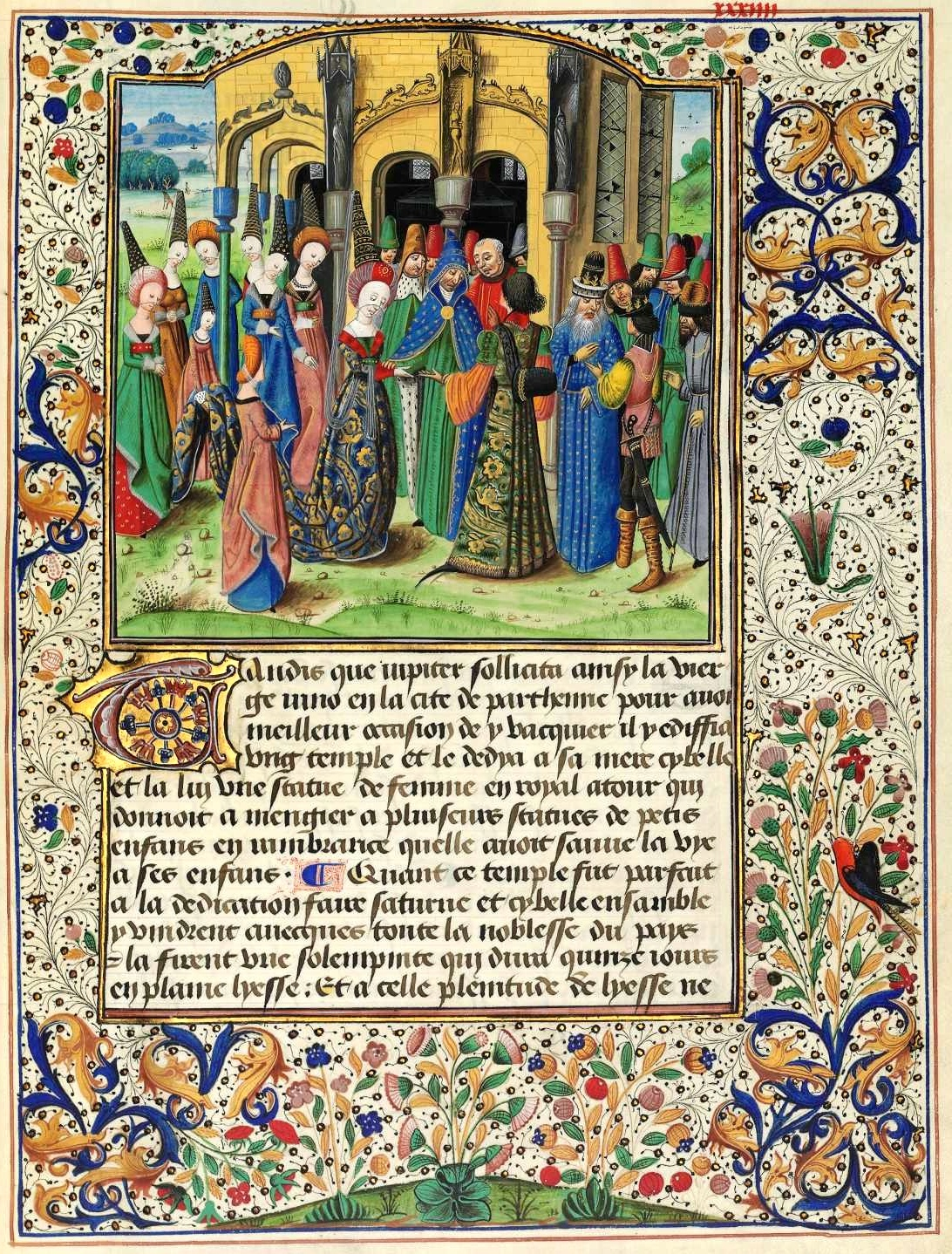
Mariage de Jupiter avec sa sœur Junon devant le temple de Cybèle. Miniature du Maître de la Chronique d'Angleterre, Bruges, vers 1470-1480. BnF ms. 59, fol. 34.

Le Recueil des histoires de Troie, largement romancé, donne une interprétation de la légende antique en la traitant à la façon des romans de chevalerie et en s'inspirant de Guido delle Colonne et de Boccace. Ces œuvres ont suscité la diffusion des thèmes troyens dans l'iconographie et, par le mythe de la Toison d'or, ont reflété les préoccupations de la cour de Bourgogne. Il est l'un des rares titres de la littérature bourguignonne à connaître un succès s'étendant au-delà du cercle ducal. On en connaît 25 manuscrits, et pas moins de cinq éditions imprimées avant 1500.
Le Recueil des histoires de Troie, où Jason réapparaît, mais cette fois comme un personnage secondaire, compagnon d’Hercule, devait être composé de quatre livres selon l’intention que l’auteur affiche dans son prologue, chacun consacré à l'une des destructions de Troie. La version remise au duc en 1464, n'en comporte que les deux premiers; il avait pour ambition de valoriser la figure d'Hercule qui aurait détruit deux fois Troie dans un conflit qui l’opposait au roi Laomédon. Un troisième livre, apocryphe et posthume, ajouté quelques années plus tard, est une traduction de l’Historia destructionis Troiae de Guido delle Colonne. Cet ajout répondait pour partie au projet initial. Vingt-cinq exemplaires du manuscrit sont conservés. La plupart contiennent la version en trois livres.
La bibliothèque royale de Belgique possède quatre manuscrits. L'un d'eux (KBR, ms. 9262) est formé des deux premiers livres, et figure dans l’inventaire de la bibliothèque de Philippe le Bon dressé après sa mort. Il est composé de 188 folios de grande taille (398 × 270 mm) et comporte trois grandes miniatures, en tête du prologue et des deux livres, réalisées par le Maître d'Antoine de Bourgogne. La miniature du livre I (folio 7) décrit un épisode qui n’est pas mentionné dans les premiers chapitres : le choc des armées de Titan et de Jupiter. Un autre (KBR, ms. 9254) contient trois enluminures, du Maître de la Chronique d'Angleterre, et notamment un Hercule combattant les lions de Némée.
La bibliothèque nationale de France possède trois exemplaires dont le deuxième porte le titre De la premiere destruction de Troye. Le premier manuscrit (BnF français 59) est composé de 325 folios et contient 46 miniatures, dont trente-neuf, en particulier le frontispice, sont du Maître de la Chronique d'Angleterre, les cinq premières sont du Maître du Hiéron et les deux dernières de Philippe de Mazerolles. La structure du volume confirme le caractère quasi autonome de chaque partie. Le manuscrit BnF 22552 est de la main de Pierre Gousset; il comporte 293 folios et est illustré par le Maître d'Antoine Rolin et ses assistants, de 3 miniatures d'une page, 111 miniatures de demi page et 6 miniatures sur une colonne. C'est la version la plus complète puisqu'il contient les trois livres, y compris les Historia destructionis Troiae de Guido delle Colonne. 
D'autres exemplaires existent, l'un à l'université Yale et deux autres à la Bibliothèque apostolique vaticane,.

## Traduction anglaise duRecueil

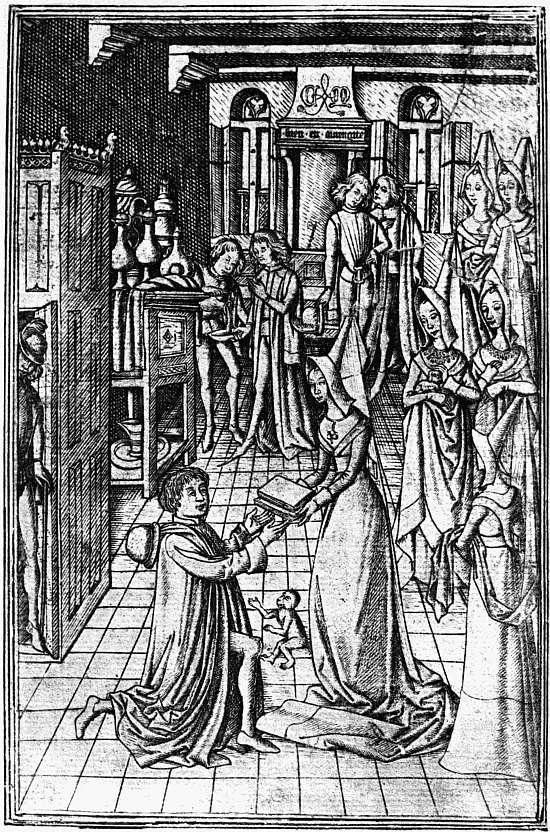
William Caxton remettant l'ouvrage à Margaret of York (1473-1474). Frontispice du Recueil traduit par William Caxton, bibliothèque Huntington.

L'édition en anglais du Recueil, traduite par William Caxton, et imprimée par lui sous le titre Recuyell of the Historyes of Troye, probablement avec Colard Mansion et Johann Veldener, en 1473 ou 1474 à Bruges, est le premier livre imprimé en langue anglaise. La British Library en possède un exemplaire . Dix-huit autres exemplaires de cette première édition existent, plus ou moins incomplets.  La bibliothèque Huntington, de San Marino en Californie, possède un exemplaire particulier avec un frontispice gravé montrant Caxton présentant le Recueil à Margaret de York. Un des dix-huit exemplaires a été vendu par Ralph Percy, 12e Duc de Northumberland en 2014 pour plus d'un million de livres. Une version plus tardive est aussi numérisée sur la bibliothèque du Congrès.

## Autres éditions
Sous le titre Le Livre du fort Hercules existe un ouvrage commandité par Jacques d'Armagnac, duc de Nemours (1433-1477), et réalisé vers de 1470 environ. Ce manuscrit est un remaniement d'un peu plus de la moitié du Recueil des histoires de Troye, soit les six derniers chapitres du livre I et le livre II en entier. Un exemplaire est conservé à la Österreichische Nationalbibliothek à Vienne. Un autre exemplaire figure, sous le titre Raoul Lefèvre, Le recoeil des histoires de Troyes (Le livre nomme Hercules), à la British Library, et contient trois grandes et une soixantaine de petites miniatures, réalisées par le Maître aux inscriptions blanches.

Hercule combat les lions de Némée
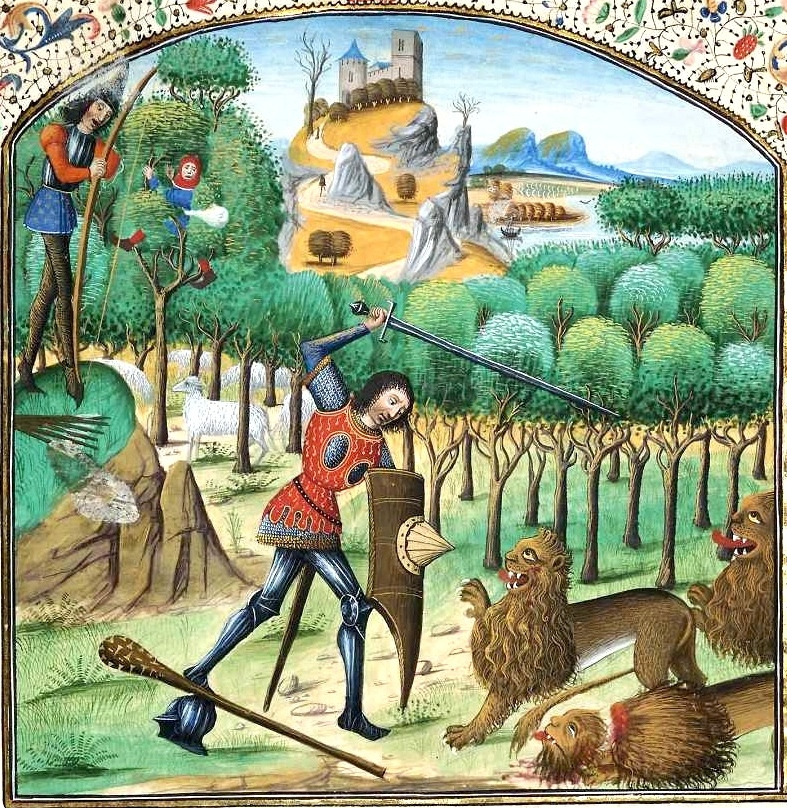
KBR Ms. 9254, fol. 79.
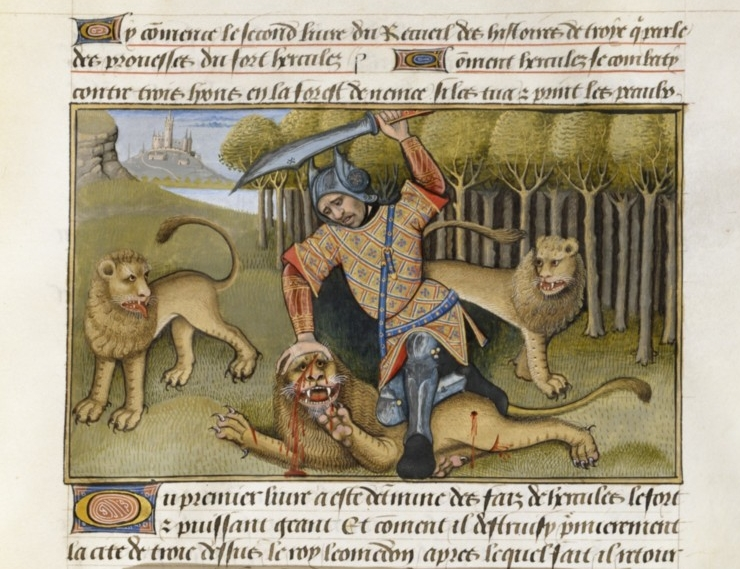
Cognac Ms. 252, fol. 99.
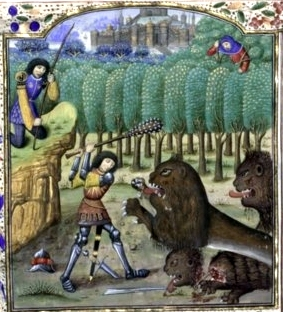
BnF Ms. français 59, fol. 137.
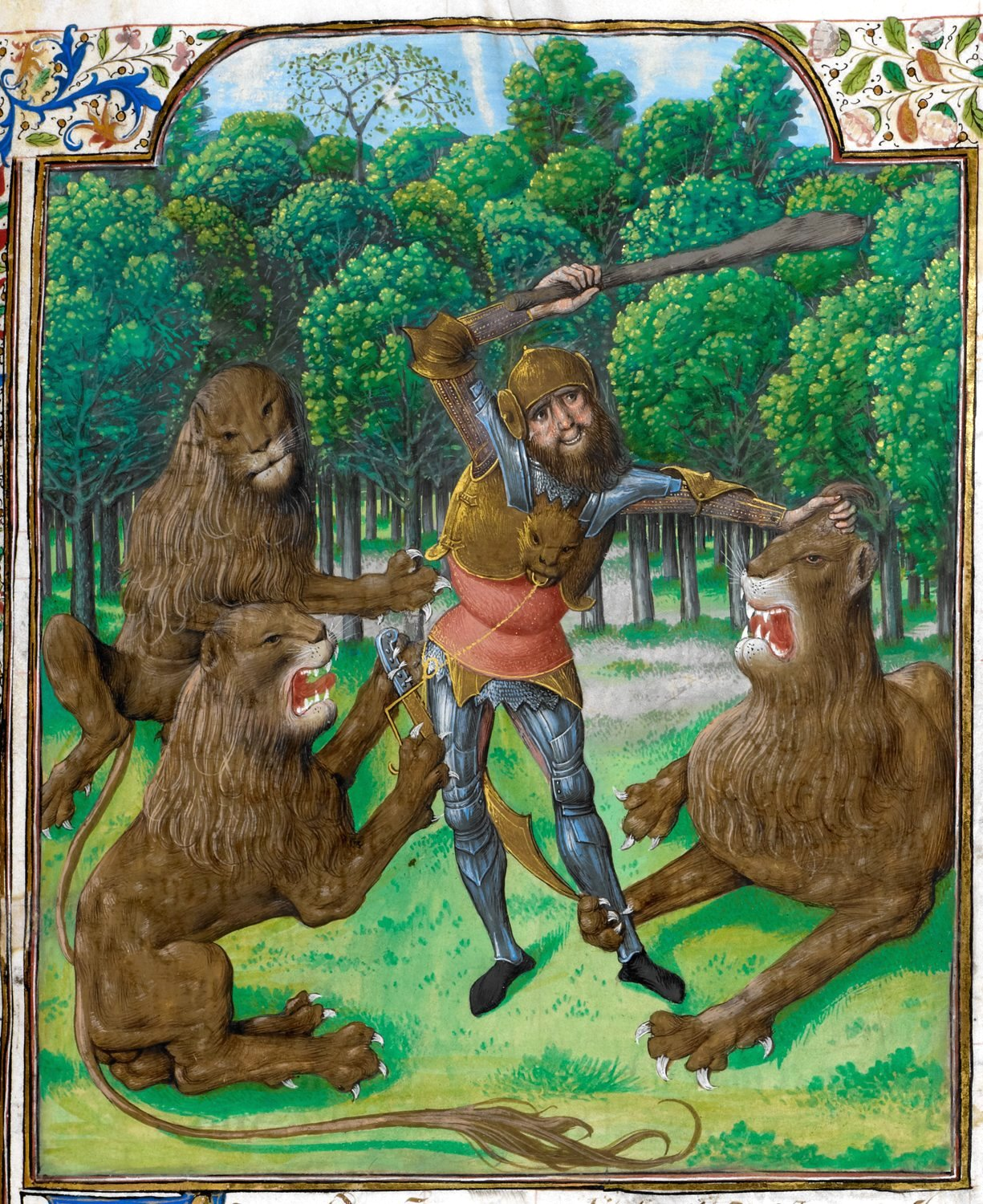
British Library Ms. Royal 17 E II, fol. 148.